# پیتر موتاریکا
پیتر موتاریکا (انگلیسی: Peter Mutharika؛ زادهٔ ۱۸ ژوئیه ۱۹۴۰) یک سیاست‌مدار و رئیس‌جمهور فعلی کشور مالاوی است که از مه ۲۰۰۹ تا مارس ۲۰۱۴ عضو پارلمان مالاوی بوده، همچنین موتاریکا از سپتامبر ۲۰۱۱ تا آوریل ۲۰۱۲ وزیر امورخارجه مالاوی و از ۳۱ مه ۲۰۱۴ میلادی تاکنون رئیس‌جمهور این کشور می‌باشد.
موتاریکا در انتخابات ریاست جمهوری مالاوی سال ۲۰۱۴ با ۳۶٫۴٪ و اخذ ۱٬۹۰۴٬۳۹۹ رأی توانست به عنوان رئیس‌جمهور انتخاب شود.